# Талаль Ухабі
Талаль Ухабі (нар. 8 січня 1978) — колишній марокканський тенісист.
Найвищу одиночну позицію світового рейтингу — 382 місце досяг 24 серпня 2009, парну — 416 місце — 31 серпня 2009 року.

## Титули ITF Ф'ючерс

### Одиночний розряд: (6)
| Ранг | Дата     | Турнір                | Покриття | Суперник       | Рахунок          |
| ---- | -------- | --------------------- | -------- | -------------- | ---------------- |
| 1.   | Жов 2006 | Кенія F1, Момбаса     | Тверде   | Kim Cheong-eui | 6–4, 6–2         |
| 2.   | Жов 2006 | Ботсвана F1, Габороне | Тверде   | Клеман Морель  | 4–6, 7–6(6), 6–3 |
| 3.   | Чер 2008 | Марокко F3, Агадір    | Ґрунт    | Жульєн Матьє   | 6–4, 7–5         |
| 4.   | Сер 2008 | Єгипет F3, Каїр       | Ґрунт    | Дзюн Міцухасі  | 6–2, 6–4         |
| 5.   | Вер 2008 | Єгипет F5, Каїр       | Ґрунт    | Шеріф Сабри    | 4–6, 7–5, 7–5    |
| 6.   | Кві 2009 | Єгипет F6, Каїр       | Ґрунт    | Карім Маамун   | 7–5, 6–3         |

### Парний розряд: (5)
| Ранг | Дата     | Турнір                        | Покриття | Партнер          | Суперники                           | Рахунок           |
| ---- | -------- | ----------------------------- | -------- | ---------------- | ----------------------------------- | ----------------- |
| 1.   | Чер 2003 | Марокко F3, Рабат             | Ґрунт    | Валід Джаллалі   | Анасс Ланрані Мехді Зіяді           | 6–3, 6–2          |
| 2.   | Жов 2006 | Ботсвана F1, Габороне         | Тверде   | Валід Джаллалі   | Матус Горецний Мартін Громець       | 4–6, 6–4, 7–63    |
| 3.   | Сер 2008 | Єгипет F4, Гіза               | Ґрунт    | Анас Фаттар      | Андемир Каранашев Роман Кислянський | 6–3, 7–5          |
| 4.   | Жов 2008 | Марокко F6, Хеміссет          | Ґрунт    | Лямін Уахаб      | Мохамед Сабер Мехді Зіяді           | 6–2, 6–1          |
| 5.   | Бер 2009 | Єгипет F4, Місто ім. 6 Жовтня | Ґрунт    | Мунір Аль Ааредж | Мохамед Мамун Предраг Русевський    | 6–4, 4–6, [13–11] |